# Ares (musicista)
Ares, pseudonimo di Ronny Hovland (Bergen, 3 giugno 1973), è un polistrumentista norvegese.
È il fondatore del gruppo death/black metal Aeternus, oltre che ex componente dei Gorgoroth e ex tour member di gruppi come Immortal e Grimfist.

## Discografia

### Con gli Aeternus

#### Album in studio
- 1997 - Beyond the Wandering Moon
- 1998 - ...And So the Night Became
- 2000 - Shadows of Old
- 2001 - Ascension of Terror
- 2003 - A Darker Monument
- 2006 - Hexaeon

#### EP
- 1995 - Dark Sorcery
- 1998 - Dark Rage
- 2001 - Burning the Shroud

#### Demo
- 1994 - Walk My Path

### Con i Gorgoroth

#### Album in studio
- 1997 - Under the Sign of Hell
- 1998 - Destroyer

### EP
- 1996 - The Last Tormentor
- 2007 - Bergen 1996

### Con i Black Hole Generator

#### EP
- 2006 - Black Kharma

### Con i Dark Fortress

#### Album in studio
- 2003 - Profane Genocidal Creations

### Con i Corona Borealis

#### Album in studio
- 2000 - Cantus Paganus